# سرابملکی
سرابملکی، روستایی از توابع بخش بیرانوند شهرستان خرم‌آباد در استان لرستان کشور ایران است.

## جمعیت
این روستا در دهستان بیرانوند شمالی قرار دارد و براساس سرشماری مرکز آمار ایران در سال ۱۳۸۵، جمعیت آن ۱۱۱ نفر (۲۳خانوار) بوده‌است.